# Zonă rurală

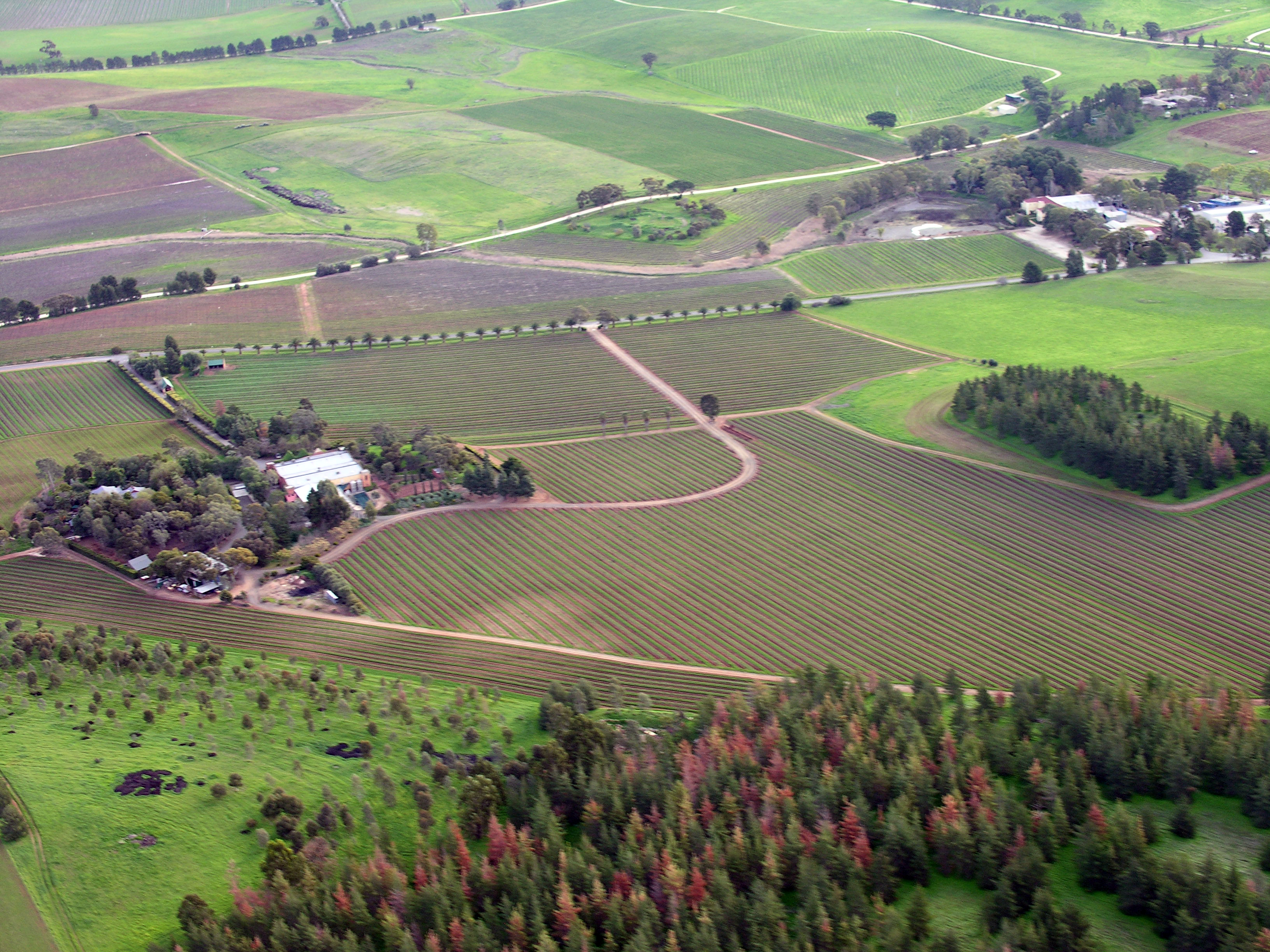

Zonele rurale sunt regiuni din afara așezărilor urbane. Acestea sunt caracterizate prin faptul că au o populație redusă față de cea din mediul urban, iar locuitorii practică deseori agricultura. Două tipuri de așezări umane fac parte din mediul rural: satul și cătunul.
În Uniunea Europeană, se poate observa o preocupare mai aparte de problematica spațiului rural, mai ales începând din anii 1980. Spațiile rurale sunt legate de valori cum ar fi ocrotirea naturii și păstrarea unor valori culturale, experiența mediului sănătos și de dimensiuni umane, apartenența la o colectivitate, mâncarea gustoasă, pregătită în condițiuni controlabile, etc. „Charta europeană a spațiilor rurale” dă următoarea definiție: spațiul rural înseamnă un teren continental sau litoral, care conține satele și orașele mici, în care mare parte din terenuri este utilizată pentru:
- agricultură, silvicultură, acvacultură și pescuit
- activități economice și culturale ale locuitorilor acestor zone (artizanat, industrie, servicii etc.)
- funcția de odihnă și agrement cu caracter neurban sau de ocrotire a naturii
- alte utilizări.

Părțile agrare și neagrare ale spațiului rural formează o entitate distinctă față de spațiul urban, care este caracterizat printr-o puternică concentrare de locuitori și de structuri verticale și orizontale. Distincția tradițională între zonele urbane și rurale într-o țară se bazează pe ipoteza că zonele urbane, indiferent cum sunt definite în țara respectivă, oferă un alt standard de viață și, de obicei, un nivel de trai economic superior. Conceptul de rural nu are o definiție comună în diferite țări, ceea ce îngreunează studiul comparativ al mediului rural pe plan mondial sau chiar la nivelul Uniunii Europene.